# 生きている根の橋

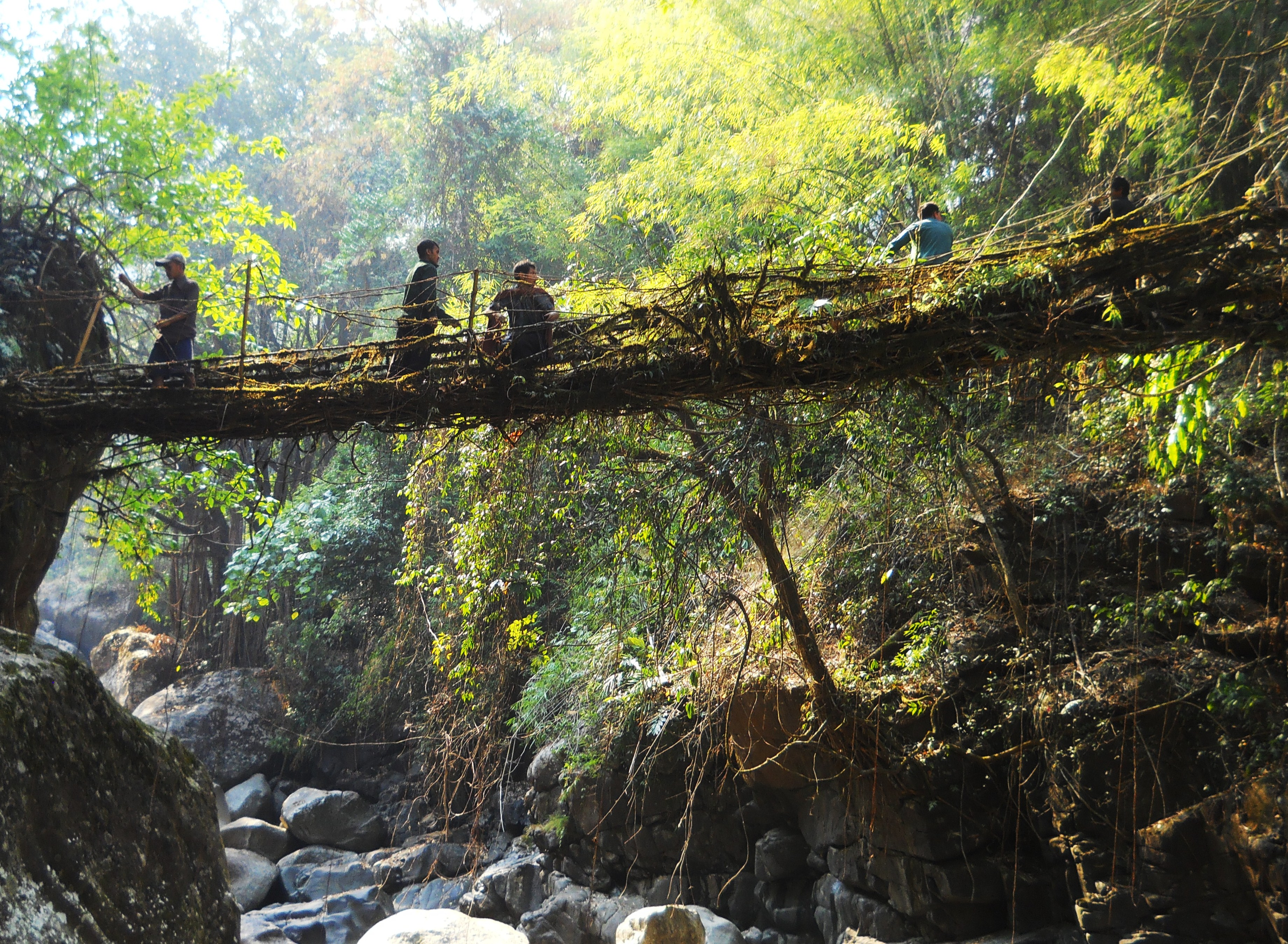
コングソン村の近くにある、修繕中の生きている根の橋。写真に写っている地元のカーシ族は、インドゴムノキの若くてしなやかな気根を使い、橋に新しい手すりを作っている。

生きている根の橋（いきているねのはし）とは、生きている樹木の根により作られた、簡易な吊橋の一種である。北東インドのメーガーラヤ州の南部で見られる。根の橋は、シロン高原の南部に沿った山岳地帯のカーシ族とジャインティア族によって、インドゴムノキ（Ficus elastica）の気根から手作りされている。根の橋の多くは海抜50〜1,150mの温暖湿潤気候の広葉樹林の急傾斜地に生育している。
生きている根の橋は、それを形成する元の樹木が健康である限り、自然に太く、強くなる。木の寿命が尽きるまで新しい根が成長する可能性があり、橋を維持・強化するためには剪定や手入れをしなければならない。ひとたび成熟すれば、50人以上の人が渡れたり、最長で150年の寿命を持つこともある。積極的な手入れをしなければ、多くの場合、崩壊したり野生化して、使えなくなる。根の橋は、インドのナガランド州でも確認されている。
生きている根の橋は、インドネシアのスマトラ島のジェンバタンアカールと、ジャワ島のバンテン州でも、バドウィ族の人々によって作られている。

## 歴史
カーシ族の人々は、根の橋の伝統がいつ、どのように始まったかを知らない。メーガーラヤ州の都市、チェラプンジにある根の橋の最古の書面による記録は、1820年生まれのイギリス人のヘンリー・ユール中尉によるもので、1844年のベンガル・アジア協会誌にその驚きが記されている。

## 作成方法
生きている根の橋は、インドゴムノキのしなやかな根を小川や川の対岸に導き、人間の体重を支えられるようになるまで根を成長させ、強化して形成される。若い根は時にまとめて縛られたりねじられながら、しばしば根同士が癒着して互いに結合するように促される。インドゴムノキは急な斜面や岩肌に生育するのに適しているため、 川の対岸に根を張らせることは難しくない。
根の橋は、生命を持ち、成長する有機体から形成されているため、橋として利用できる寿命はまちまちである。理想的な条件下では、根の橋は何百年も存続できると考えられている。根を形成する樹木が健康である限り、橋はその構成要素の根が太くなるにつれて自然に自己再生し、自己強化をする。
根の橋は、いくつかの方法で造成できる。

### 手編み

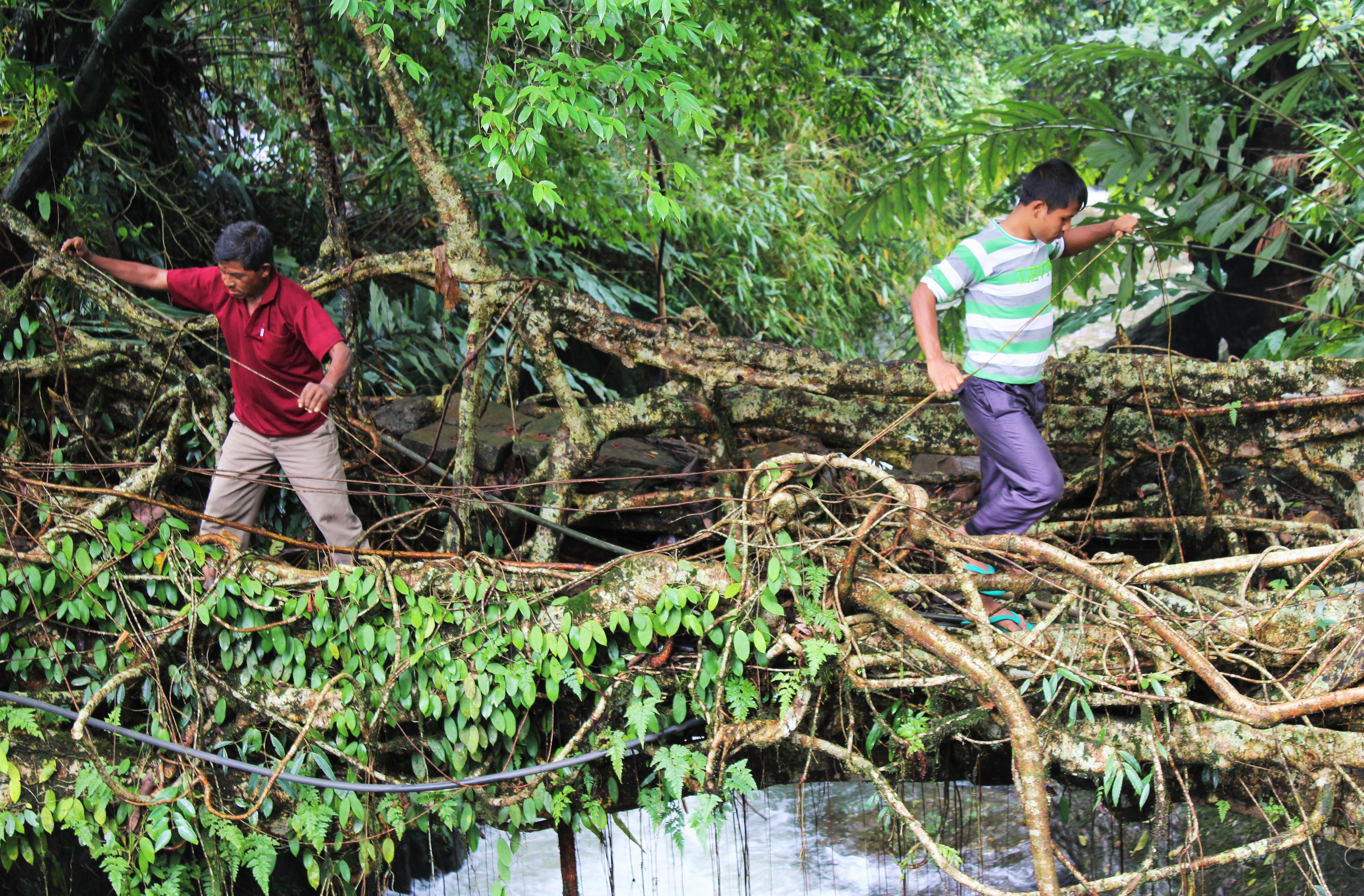
東カーシ丘陵のブルマー村にある、足場を使わずに造成された根の橋。

一部の生きている根の橋は足場や他の自然物や人工物の助けを借りず、インドゴムノキの根の手作業の手入れのみで、純粋に造成される。根の橋を利用している地元の人は、機会を見て若い根を手入れして、少しずつ手を加えていくことが多い。根の橋の造成は非常に社会的な取り組みであり、橋の維持は永続的な作業であると言える。

### 木や竹の足場

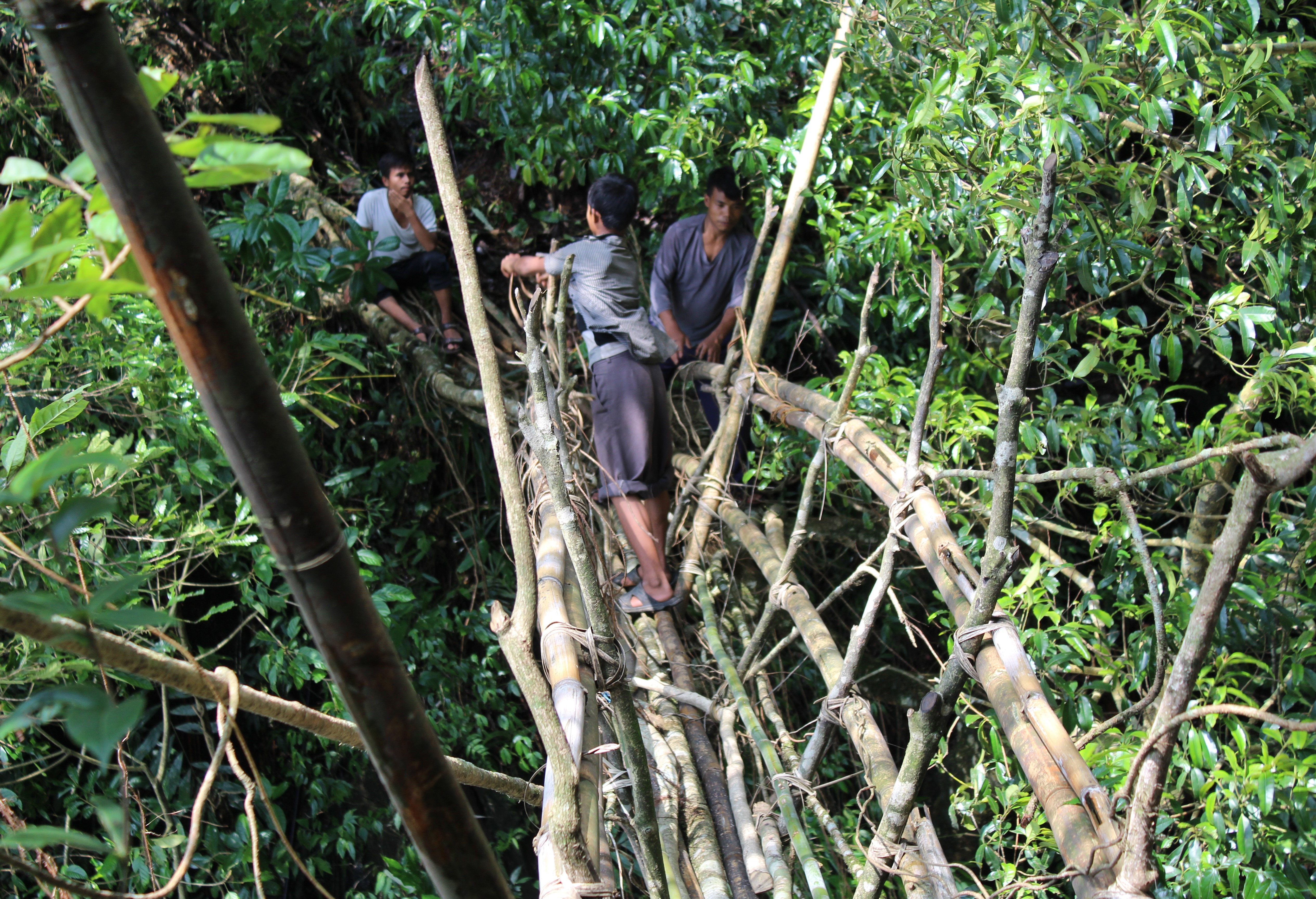
木と竹の足場を使って育てられている根の橋。ラングスイリアン、東カーシ丘陵。

根の橋はまた、インド北東部に豊富にある木や竹で作られた足場の上に、若いインドゴムノキの根を養生することによっても形成される。これらの例では、根は腐りやすい材料の外側に巻き付けられる。根の橋が強くなるにつれて、足場は何年にもわたって何度も交換されることがある。

### ビンロウの幹

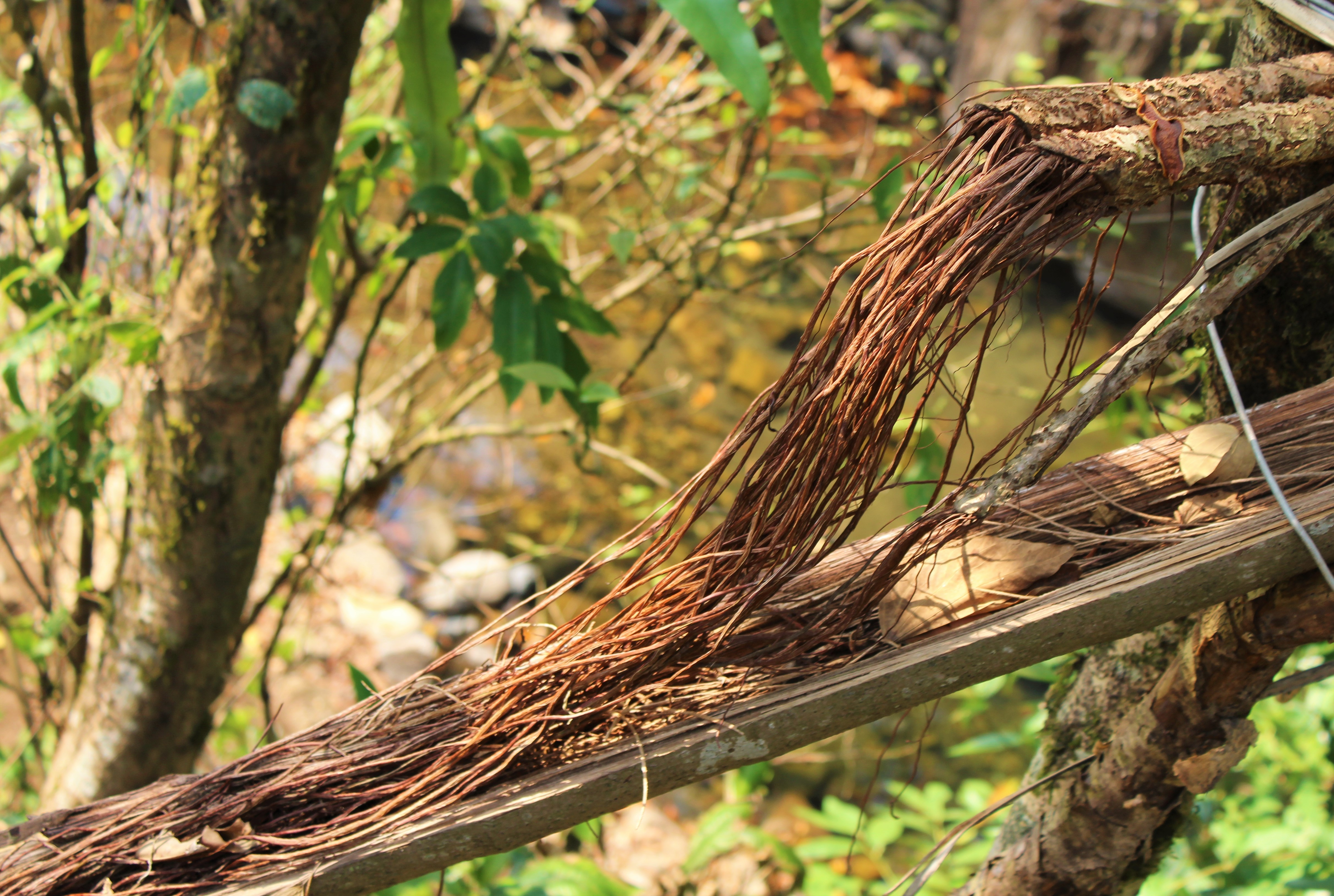
ビンロウの幹を半分に切った管にインドゴムノキの根の束を誘導し、生きている根の橋を作る。

いくつかの生きている根の橋は、ビンロウのくり抜かれた幹を通して、若いインドゴムノキの根を養生することによって作られている。インドゴムノキのしなやかな根が、川や小川を横切って配置されたビンロウの幹を通して、対岸に定着するまで成長するように設置される。ビンロウの幹は根を導き、根を保護し、幹が腐敗するときに根に栄養を与える役割を果たす。このプロセスは、完了するまでに最大15年かかる場合がある。

### 既存の構造物

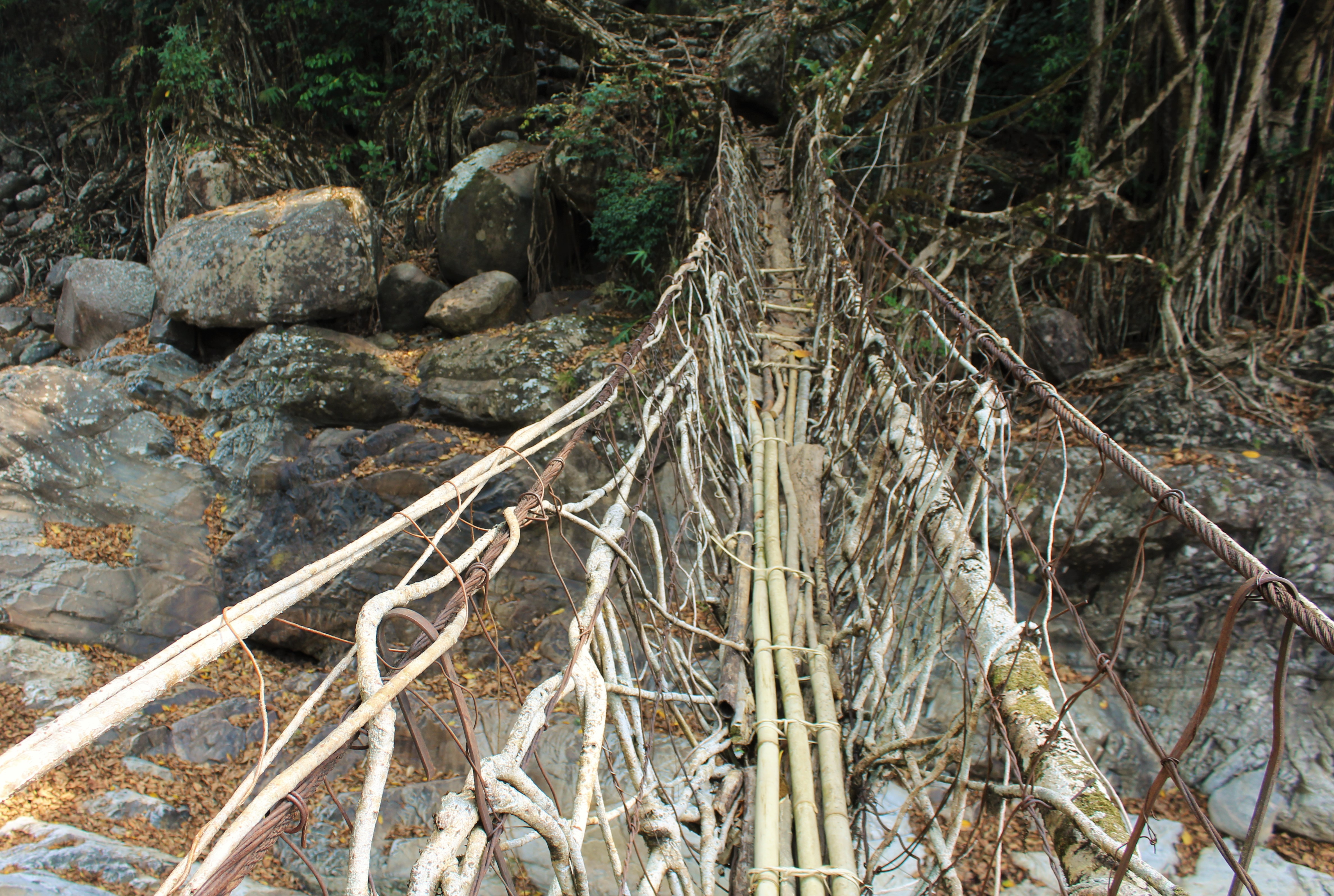
ここでは、 インドゴムノキの根が既存の鋼線吊橋に伸ばされており、最終的に鋼線が破断した際に、根が生きている橋として使用可能なまでに形成されることを期待している。

生きている根の橋は、鋼線吊橋などの既存の構造物全体にインドゴムノキの若い根を導くことによって造成することもできる。足場としての構造はすでに機能しているため、根の橋が機能するまでにかかる時間の問題は本質的に回避され、より寿命の長い根の橋が十分に強くなるまで既存の橋の構造を利用できる。

## 分布

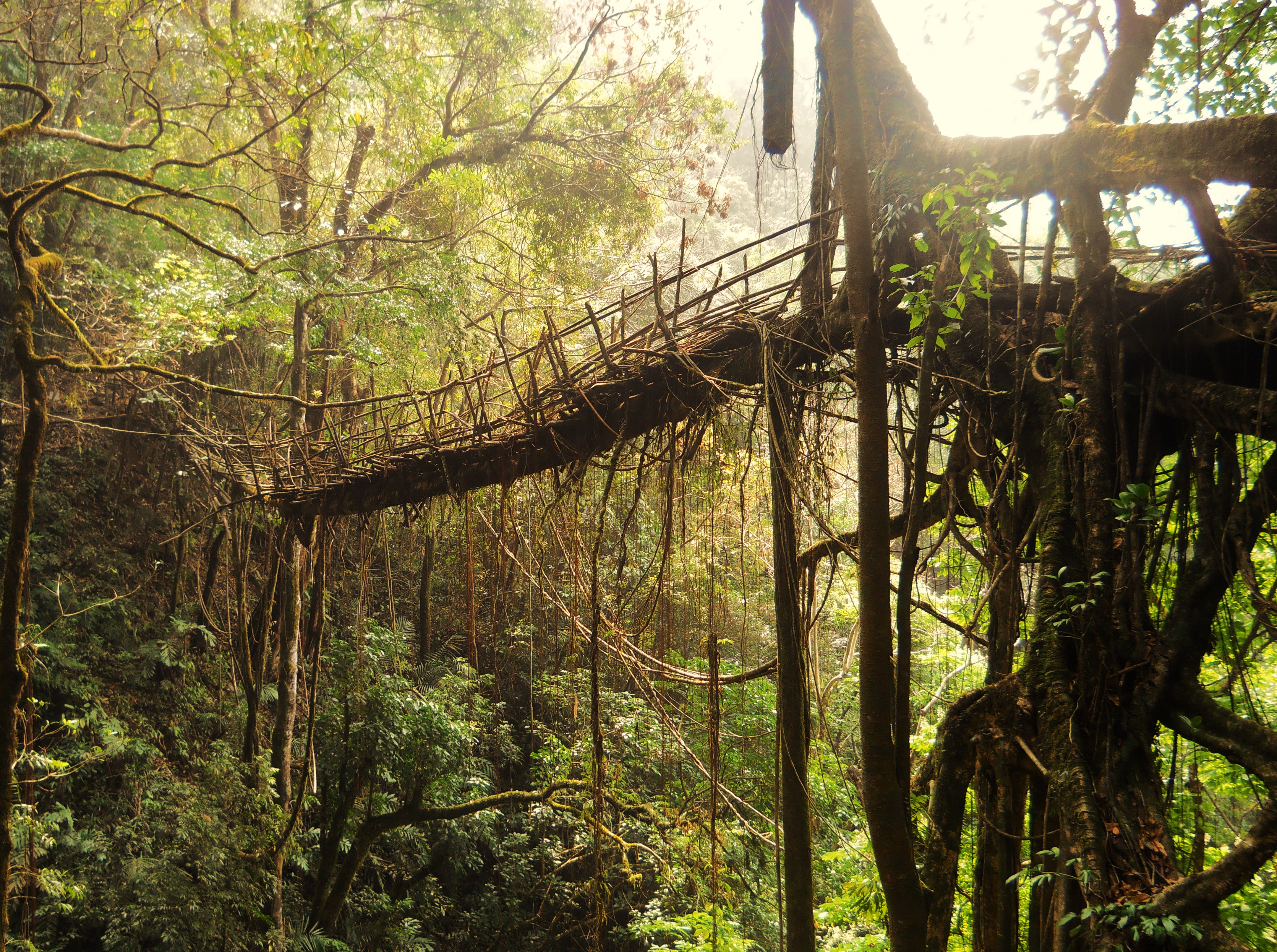
世界最長の根の橋。

### 西ジャンティアと東カーシ地区
生きている根の橋は、西ジャインティア丘陵地区と東カーシ丘陵地区で造られていることが知られている。ジャインティア丘陵では、シュノングプデン、ノングベア、 コンラー、パドゥー、クデングサイマイ、クデングリムの村々とその周辺に根の橋の例がある。東カーシ丘陵では、チェラプンジの近く、ティンロンの村とその周辺、マインテン、ノングリアット、ノングサイマイ、レイトキンシューの村々の周辺に根の橋が存在することが知られている。
チェラプンジの東では、根の橋がカットアシュノング地域において、ノングプリアン、シュコングン、コングソン（村で使用される口笛言語でも知られる）、リンマイ、およびマウスイットの村々とその周辺に存在することが知られている。ピヌルスラとマウリノンの近くにはさらに多くの根の橋がある。

### 注目すべき根の橋

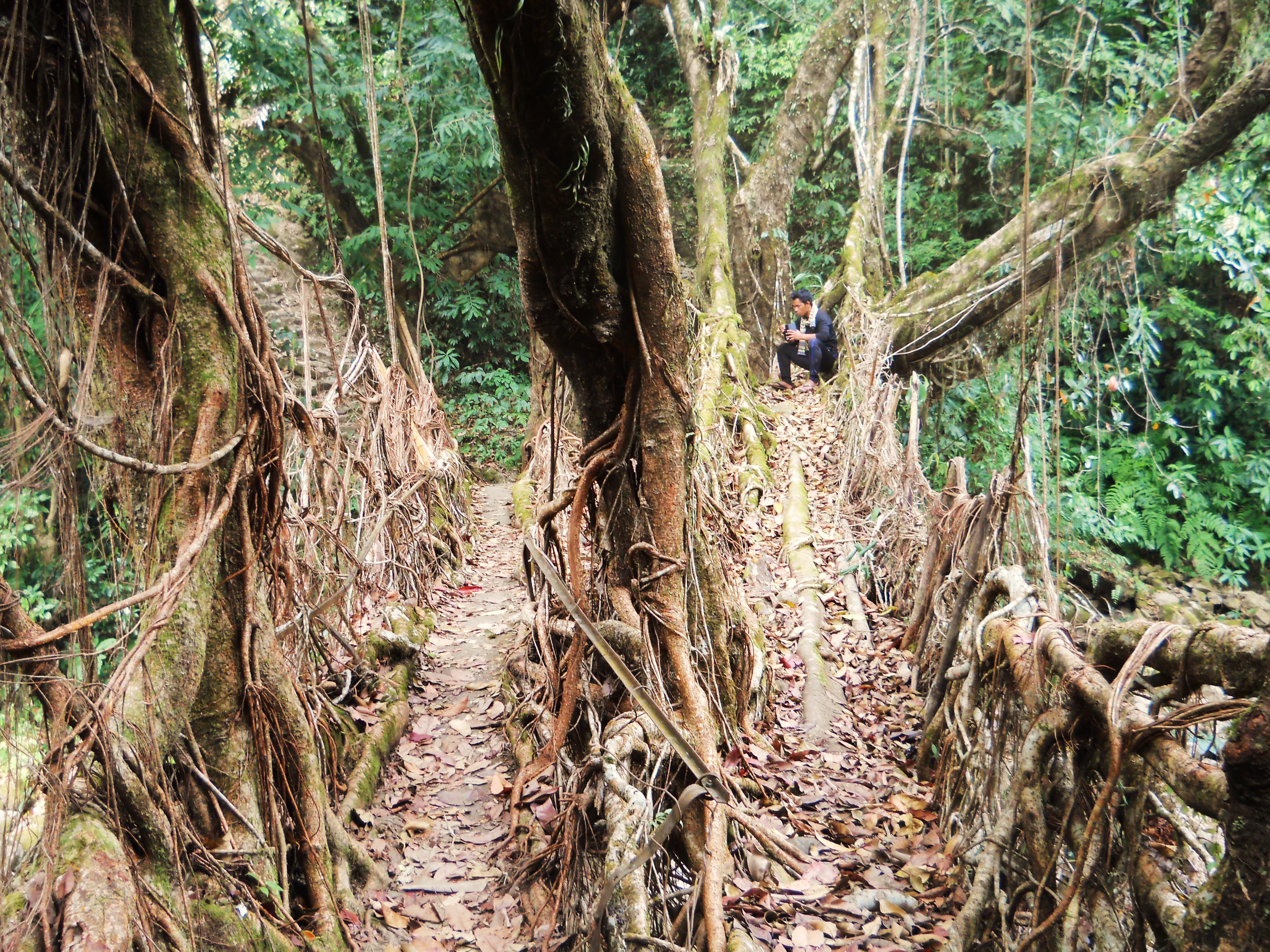
パドゥー村の2階建ての2路の生きている根の橋。

長さが50メートルを超える、最も長い根の橋は、インドの小さなカーシ族の町ピヌルスラの近くにあり、マウカーノットの村またはラングスイリアンの村からアクセスできる。この橋はラングスイリアン橋として知られている。 
二重の通路を持つ根の橋の例はいくつかあり、最も有名なのは、ノングリアットの「Double Decker（2階建てバス）」橋である。2つの平行またはほぼ平行な通路を持つ2階建ての橋は３つ知られている。2つはパドゥーとノングベアの村の近くの西ジャインティア丘陵にあり、1つは東カーシ丘陵のブルマー村にある。ピヌルスラの近くのラングスイリアンの村の近くには、「Double Decker」（または「Triple Decker」）も存在する。
カーシ族、ジャインティア族人々は、インドゴムノキの気根から他にもいくつかの種類の構造物を作成している。これらには、はしごや高台が含まれる。たとえば、西ジャインティア丘陵のクデングリムの村では、サッカー場の隣にあるインドゴムノキが、その枝が生きている根の観覧席として利用できるようにされている。木の空中根がいくつかの枝の間の空間に織り込まれており、村人がサッカーの試合を観戦できる台座が作られている。

## ギャラリー

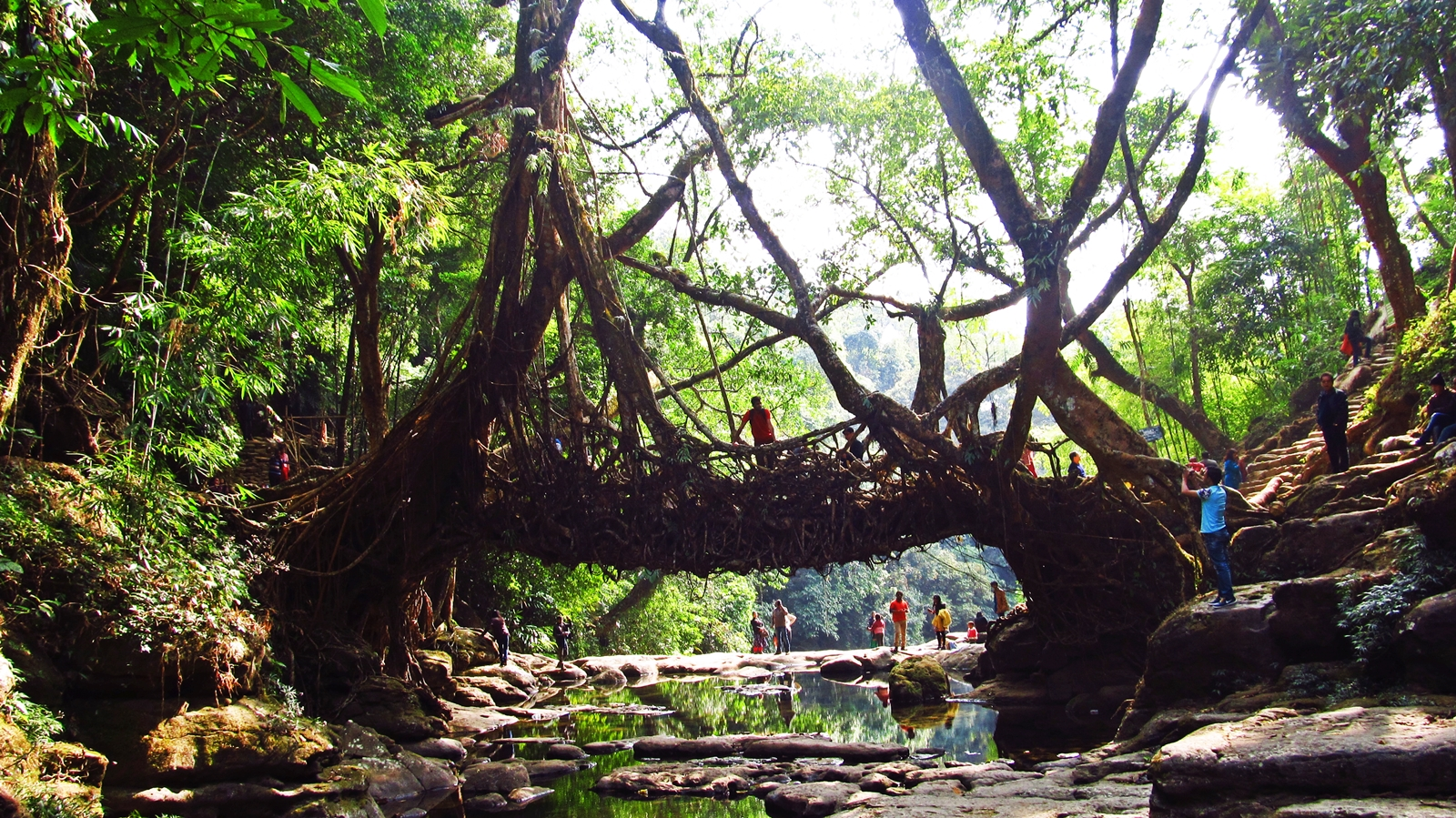
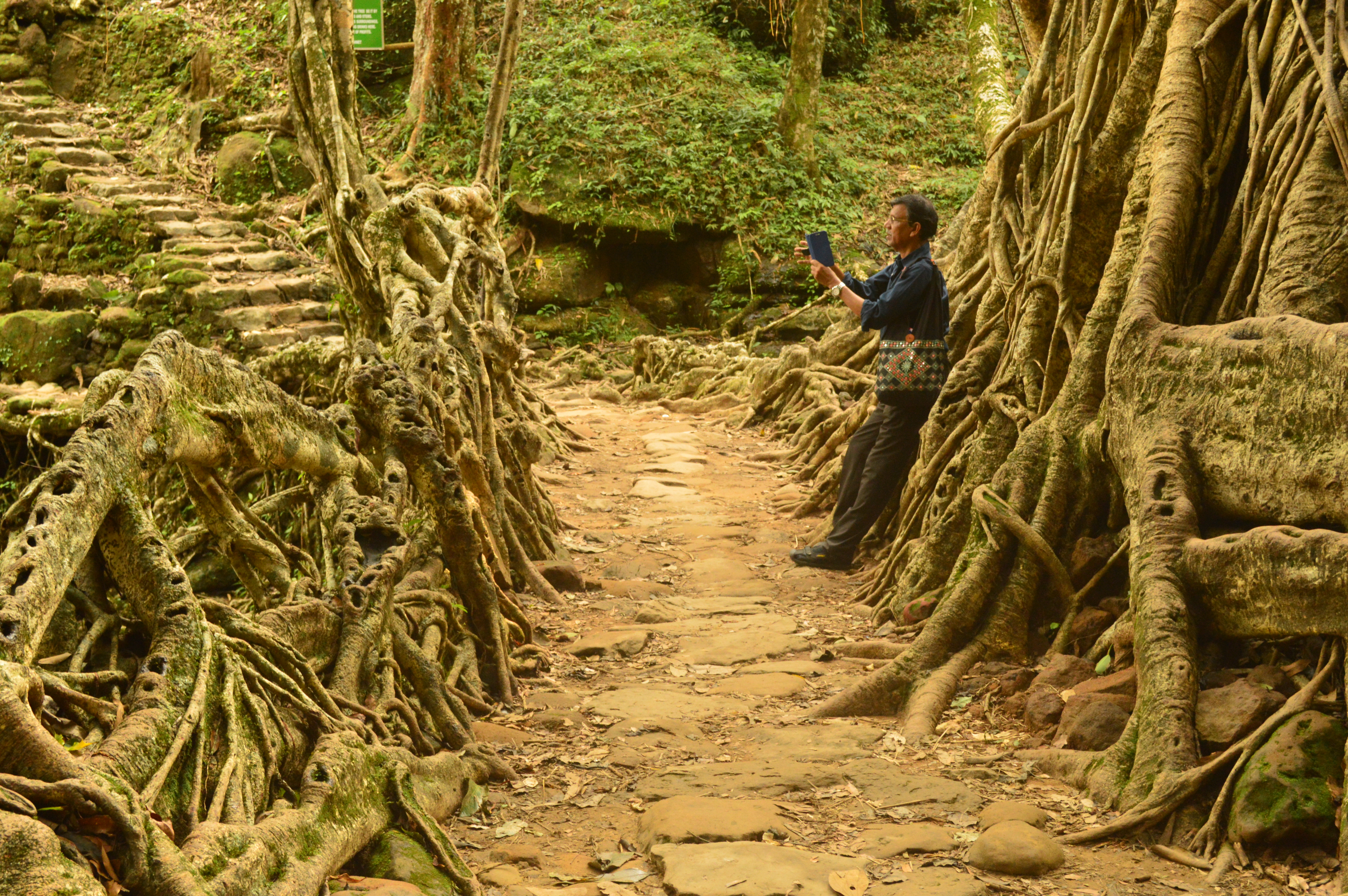
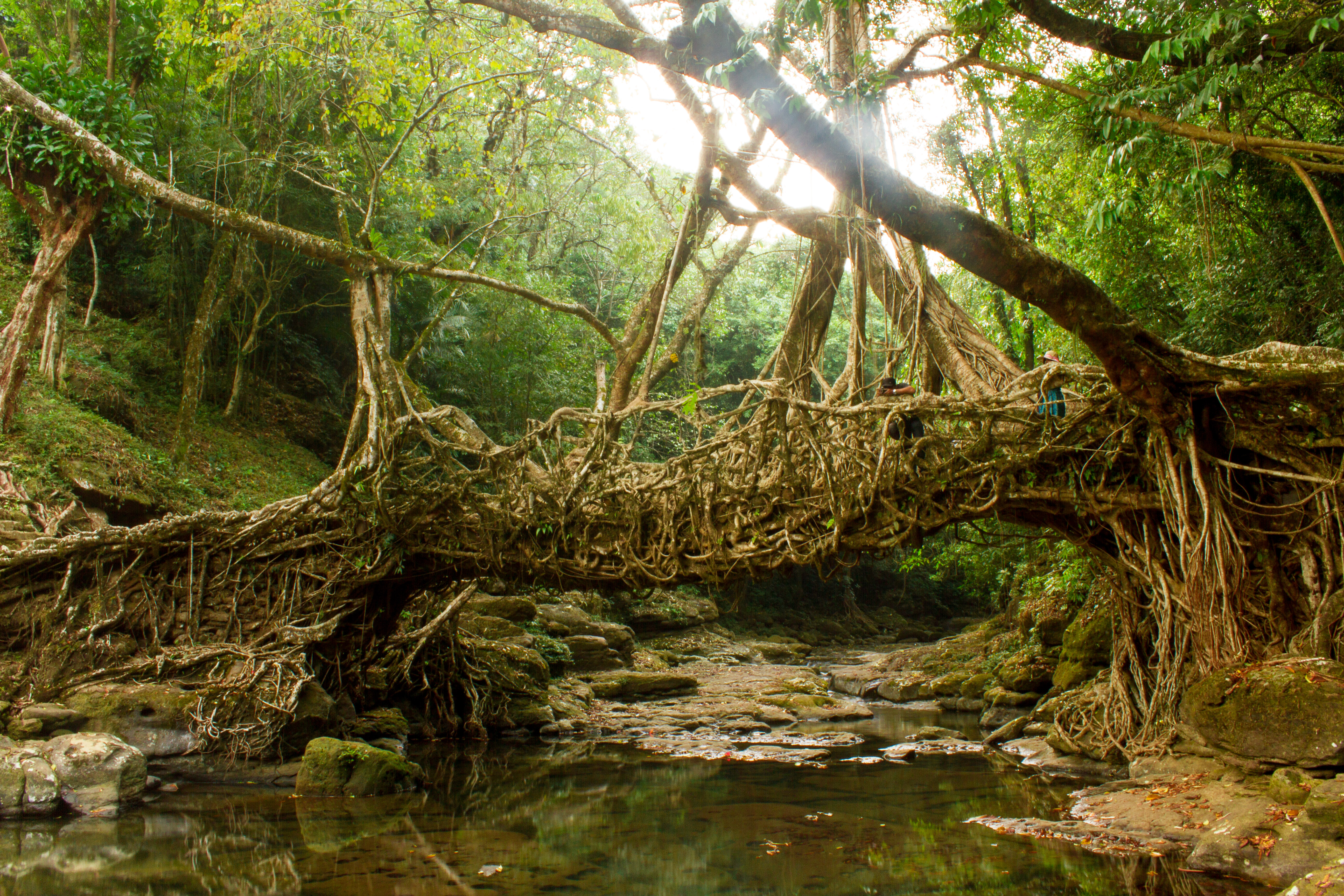
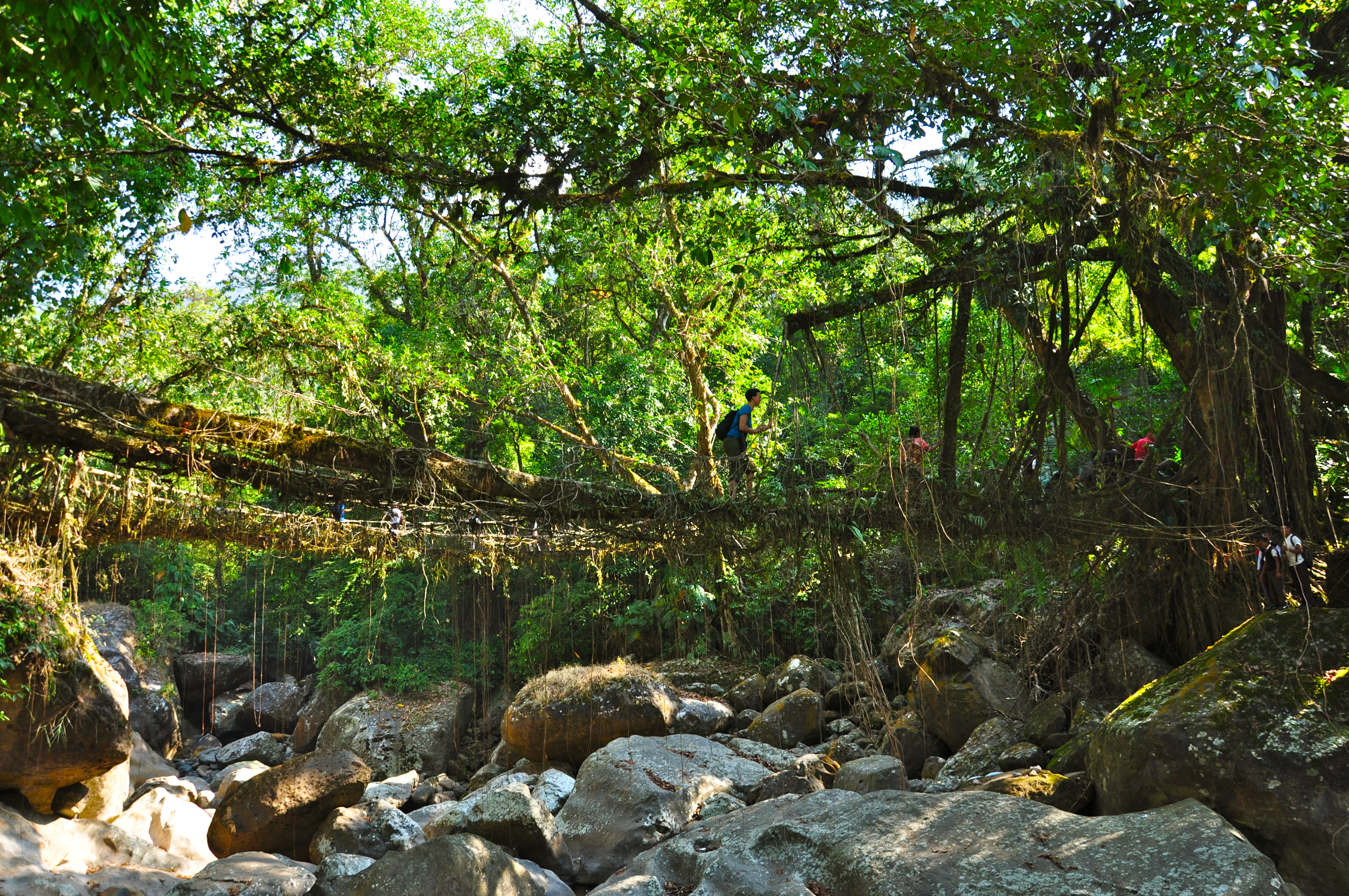